# Holoplatys desertina
Holoplatys desertina is een spinnensoort uit de familie springspinnen (Salticidae). De soort komt voor in West-Australië en Zuid-Australië.